# アラン・ウォルターズ
アラン・ウォルターズ（Alan Walters, 1926年6月17日 - 2009年1月3日）は、イギリスの経済学者。

## 来歴
レスター出身。レスター大学で学び、オックスフォード大学で経済学修士を取得した。バーミンガム大学教授を経て、1967年からロンドン・スクール・オブ・エコノミクス教授、ジョンズ・ホプキンス大学教授を務めた。
1981年マーガレット・サッチャー首相個人の経済顧問に就任したが、1989年に財務大臣のナイジェル・ローソンとの政策対立から辞任した（同年、ローソン自身もスキャンダルで辞任する）。
| スタブアイコン | サブスタブ | この項目は、まだ閲覧者の調べものの参照としては役立たない、人物に関連した書きかけの項目です。この項目を加筆・訂正などしてくださる協力者を求めています（P:人物伝/PJ:人物伝）。 |